# 용동초등학교 (충남)
용동초등학교는 대한민국 충청남도 예산군에 있는 공립 초등학교이다.

## 학교 연혁
- 1968년 11월 1일 삽교국민학교 용동분교장 승인
- 1969년 3월 1일 용동 국민학교 승격
- 1969년 4월 25일 용동 국민학교로 승격 개교
- 1970년 1월 15일 1동 교사 준공
- 1970년 2월 13일 제1회 졸업식
- 1971년 9월 5일 2동 교사 준공
- 1979년 7월 31일 전화 개설
- 1982년 12월 9일 용동국민학교 병설유치원 인가
- 1983년 3월 10일 용동국민학교 병설유치원 개원
- 1985년 11월 25일 수세식 화장실 준공
- 1986년 3월 1일 7학급 편성
- 1987년 2월 1일 유치원 2학급 인가
- 1987년 3월 1일 8학급 편성
- 1987년 3월 1일 예산군 유치원 시범학교 지정
- 1987년 10월 14일 급수대 및 유원장 설치
- 1987년 10월 30일 숙직실 개축
- 1987년 11월 14일 예산군교육청 지정 유아교육 시범운영 발표
- 1988년 12월 15일 교육실적 우수 유치원 교육감 표창
- 1989년 6월 25일 1,2 동 교사 통로 천막 공사
- 1992년 4월 1일 정원수 조성 및 운동장 석축
- 1993년 7월 30일 과학교육 심사학교 우수교 표창
- 1993년 10월 26일 과학 환경 교육 심사(도)
- 1994년 9월 29일 교과전담 시범운영 보고
- 1994년 12월 31일 학교경영 우수교 표창
- 1995년 3월 2일 학교급식 실시
- 1995년 10월 23일 교단개혁 선도학교 운영 공개 발표
- 1996년 11월 22일 아름다운 학교 최우수교 표창(도)
- 1997년 6월 23일 열린교육 협력학교 운영(군지정)
- 1998년 11월 20일 식당겸 강당 조성
- 1999년 12월 3일 과학정보화 우수교 표창(교육감)
- 1999년 12월 30일 장학활동 우수교 표창(교육장)
- 2001년 11월 27일 환경교육 최우수교 표창(교육감)
- 2001년 12월 29일 환경교육 우수교 표창(교육장)
- 2002년 11월 14일 군지정 효시범학교 운영 보고회
- 2002년 12월 11일 과학 정보 최우수교 표창(교육감)
- 2002년 12월 28일 학교경영활동 우수교 표창(교육장)
- 2003년 11월 27일 다목적 교실 준공
- 2003년 12월 8일 도장학활동 우수교 표창(교육감)
- 2003년 12월 29일 학교경영활동 우수교 표창(교육장)
- 2005년 12월 16일 과학, 정보화 부문 우수교 표창(교육감)
- 2006년 5월 29일 수업혁신 부분 최우수교 표창(교육장)
- 2006년 6월 29일 도지정 교육과정 수학과 연구학교 운영(2/2년차)
- 2006년 9월 22일 학교평가 결과 최우수교 표창(교육감)
- 2007년 12월 12일 교육사랑 A/S 우수교 표창(교육감)
- 2007년 12월 20일 교육활동 우수교 표창(교육장)
- 2008년 12월 16일 교육활동 우수교 표창(교육장)
- 2009년 11월 10일 충청남도예산교육청 지정 학력신장 시범학교 운영(1/1년차)
- 2009년 12월 22일 교육활동 우수교 표창(교육장)
- 2012년 12월 20일 충남사이버스쿨 우수교 표창(교육감)
- 2013년 7월 8일 친구사랑주간 운영 우수교 표창(교육감)
- 2013년 12월 16일 교육활동 우수교 표창(교육장)
- 2013년 12월 20일 충남사이버스쿨 우수교 표창(교육감)
- 2013년 12월 30일 학부모 학교참여 우수교 표창(교육장)
- 2014년 2월 19일 제 45회 졸업 (졸업생 총 1,626명)
- 2014년 3월 1일 6학급 편성
- 2015년 2월 13일 제46회 졸업(졸업생 총 1,633명)
- 2015년 3월 1일 6학급 편성

## 참고 자료
- 용동초등학교 - 한국교육학술정보원 학교알리미